# Fyrkat
Fyrkat är en dansk befästning av typen trelleborg som ligger på halvön Himmerland i Mariagerfjords kommun i Region Nordjylland. Den är daterad till omkring 980 efter Kristus, det vill säga vikingatiden. I likhet med trelleborgarna i Aggersborg och Slagelse är Fyrkats befästningsvallar cirkelformade och innefattar fyra portar. I anslutning till trelleborgen finns Fyrkats vikingacentrum som är ett kulturhistoriskt friluftsmuseum. 
Fyrkat blev 2023 en del av världsarvet ringborgar från vikingatiden.

## Bilder

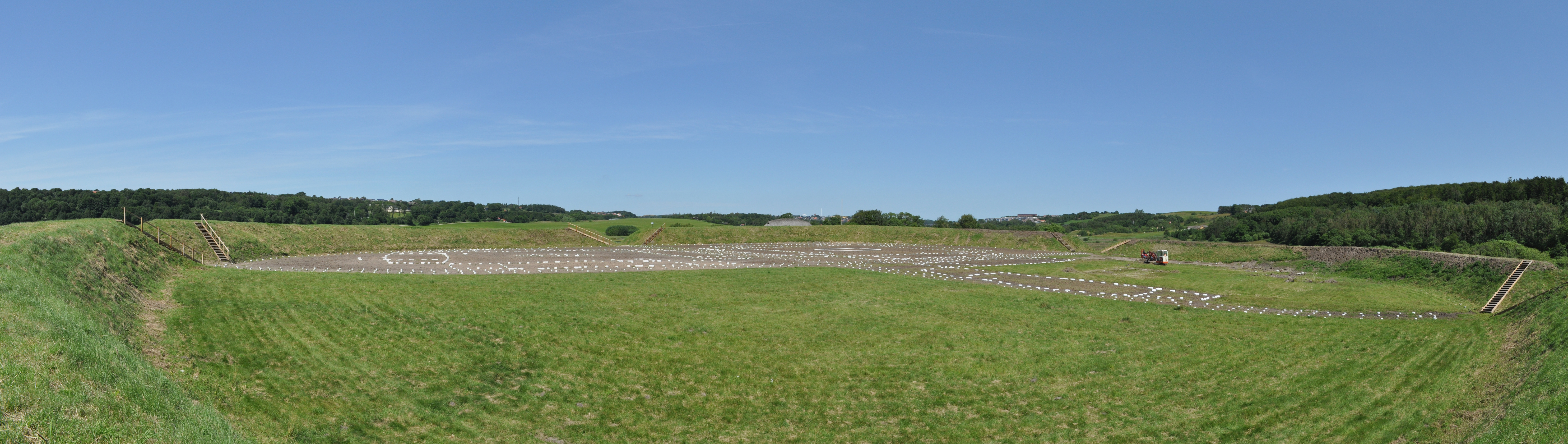
Panoramabild över trelleborgen
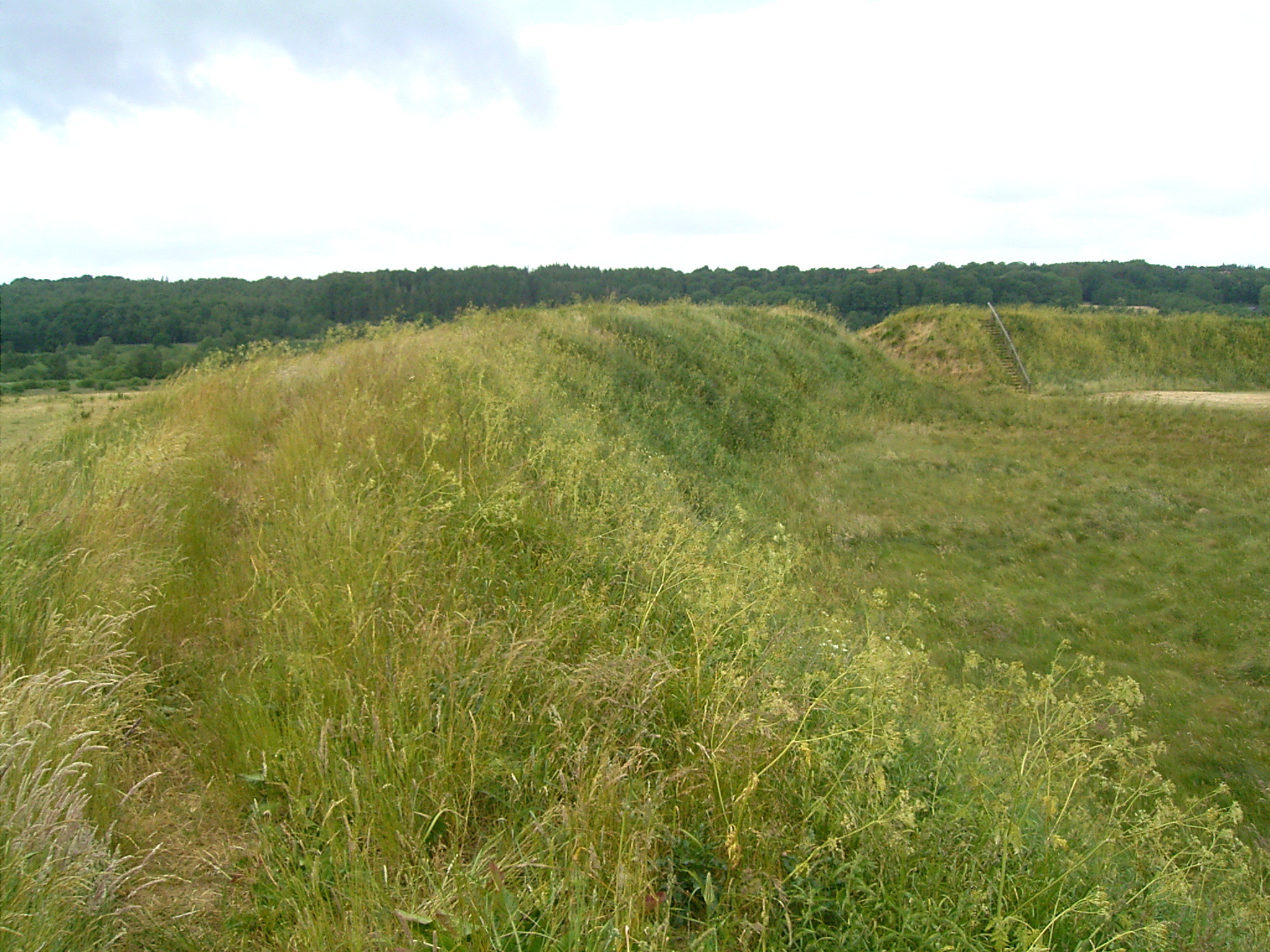
Avsnitt av vallen
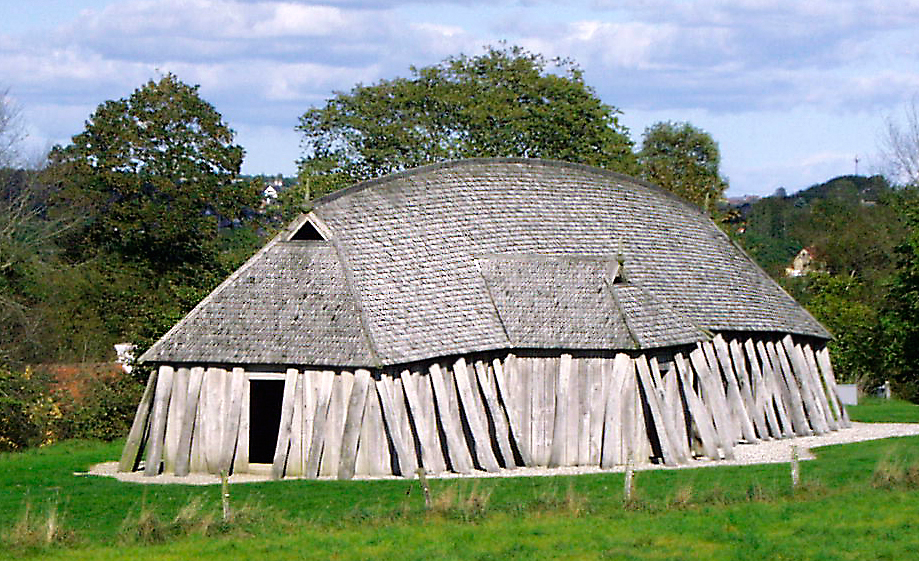
Rekonstruerat vikingahus vid Fyrkat
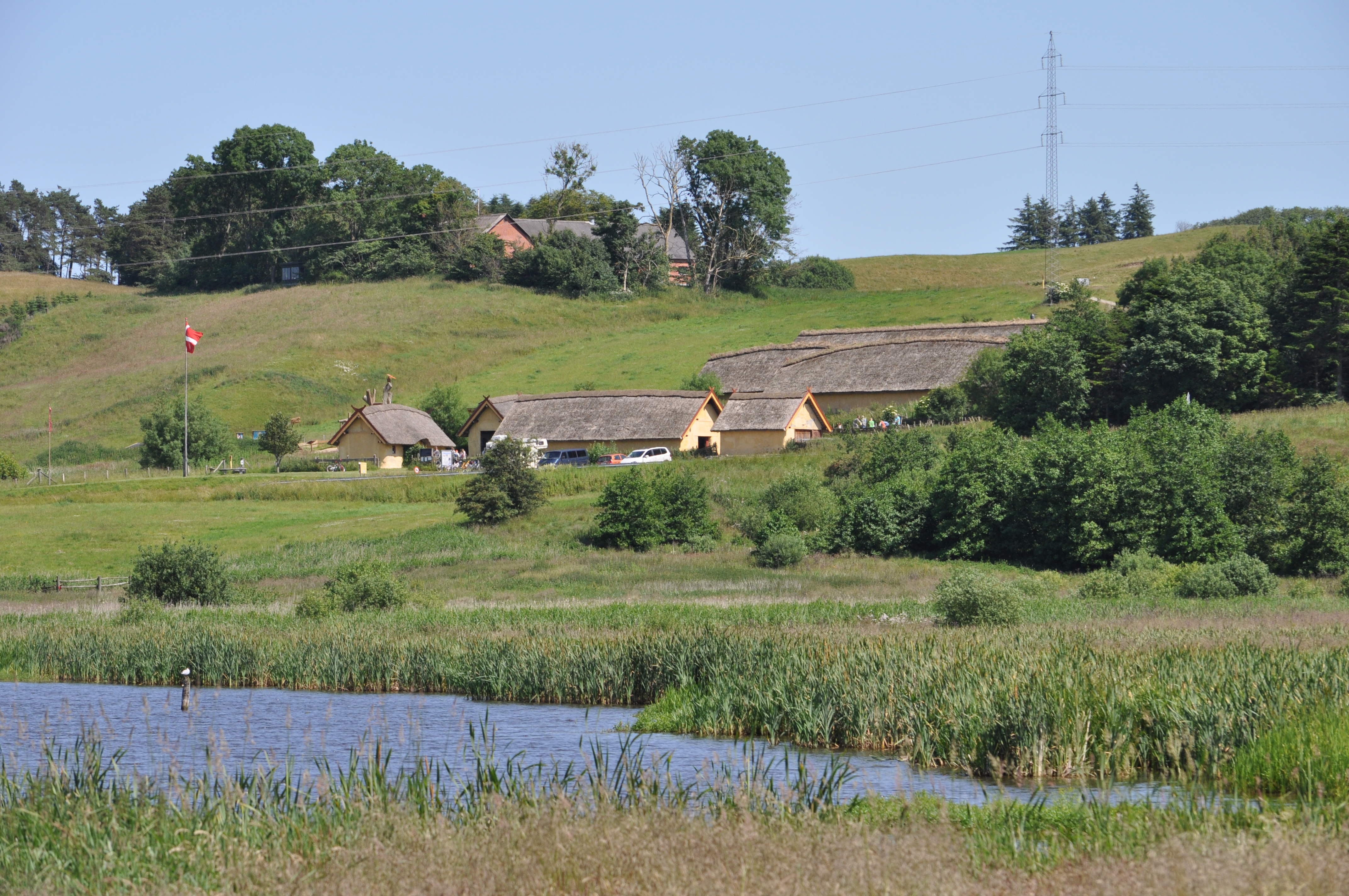
Rekonstruerad vikingaby vid Fyrkat